# Глубокий Яр (река)
Глубокий Яр — река в России, протекает в Краснодарском крае. Устье реки находится в 16 км по левому берегу реки Цице. Длина реки составляет 13 км, площадь водосборного бассейна — 24,6 км².
Система водного объекта: Цице → Марта → Краснодарское водохранилище → Кубань → Азовское море.

## Данные водного реестра
По данным государственного водного реестра России относится к Кубанскому бассейновому округу, водохозяйственный участок реки — Кубань от города Усть-Лабинск до Краснодарского гидроузла, без рек Белая и Пшиш. Речной бассейн реки — Кубань.
Код объекта в государственном водном реестре — 06020001312108100005323.